# Melanaspis tricuspis
Melanaspis tricuspis är en insektsart som beskrevs av Ferris 1941. Melanaspis tricuspis ingår i släktet Melanaspis och familjen pansarsköldlöss. Inga underarter finns listade i Catalogue of Life.